# 도쓰카역
도쓰카역(일본어: 戸塚駅, とつかえき)은 일본 가나가와현 요코하마시에 있는 동일본 여객철도 및 요코하마 시 교통국 지하철이 환승하는 역이다.

## 운행노선
- 동일본 여객철도（JR동일본）
  - 도카이도 선
  - 요코스카 선
  - 쇼난 신주쿠 라인
- 요코하마 시 교통국（요코하마 시영 지하철）
  - 블루라인（1호선）

## 타는 곳

### 동일본 여객철도
| 1    | ■요코스카 선                            | 호도가야・요코하마・신카와사키・도쿄・소부 선（쾌속） 직결 지바・나리타 공항・가시마진구 방면 |
| 1    | ■쇼난 신주쿠 라인（우쓰노미야 선 직결） | 호도가야・요코하마・신카와사키・시부야・신주쿠・이케부쿠로・오미야・우쓰노미야 방면           |
| 1    | ■쇼난 신주쿠 라인（다카사키 선 직결）   | 요코하마・시부야・신주쿠・이케부쿠로・오미야・다카사키 방면                                   |
| 2    | ■도카이도 선                            | 요코하마・가와사키・시나가와・도쿄 방면                                                       |
| 3・4 | ■도카이도 선                            | 오후나・오다와라・아타미・이토 선 직결 이토 방면                                              |
| 4    | ■요코스카 선                            | 오후나・즈시・요코스카・구리하마 방면                                                         |

### 요코하마 시 교통국
| 1 | ■블루라인（1호선） | 쇼난다이 방면                                           |
| 2 | ■블루라인（1호선） | 가미오오카・간나이・요코하마・신요코하마・아자미노 방면 |

## 인접역
| 동일본 여객철도 도카이도 본선                                                          | 동일본 여객철도 도카이도 본선     | 동일본 여객철도 도카이도 본선 |
| -------------------------------------------------------------------------------------- | --------------------------------- | ----------------------------- |
| JT 05 요코하마 구로이소 · 다카사키 방면                                                | 도카이도 본선                     | JT 07 오후나 아타미 방면      |
| 히가시토쓰카 지바 방면                                                                 | 요코스카 선                       | 오후나 구리하마 방면          |
| 오후나 오다와라 방면                                                                   | 쇼난 신주쿠 라인 특별쾌속 · 쾌속1 | 요코하마 다카사키 방면        |
| 오후나 즈시 방면                                                                       | 쇼난 신주쿠 라인 쾌속2 · 보통     | 히가시토쓰카 우쓰노미야 방면  |
| 요코하마 시 교통국 지하철 1호선                                                        |                                   |                               |
| B05 오도리바 쇼난다이 방면                                                             | ■ 요코하마 지하철 블루 라인       | B07 마이오카 아자미노 방면    |
| 1. 다카사키 선 - 도카이도 본선 계통의 쾌속 2. 우쓰노미야 선 - 요코스카 선 계통의 쾌속. |                                   |                               |